# It's Raining Men
〈It's Raining Men〉은 웨더 걸스의 노래로, 정규 앨범 《Success》의 수록곡이다. 영국 싱글 차트 1위를 한 곡이다. 영국 축음기 협회(BPI) 인증 골드 등급을 받은 곡이다.